# Benoît Trépied
Benoît Trépied est un anthropologue, chargé de recherche au CNRS français, spécialiste du droit kanak et de la Nouvelle-Calédonie, membre du Centre de recherche et de documentation sur l’Océanie, qui travaille sur « les relations interraciales » et « le processus actuel de décolonisation ». Il a notamment publié une quinzaine d'articles dans des revues universitaires, dans des recherches situées « au croisement de l’ethnographie, de l’histoire et de la sociologie », qui ont tenté de questionner « les conditions de production des sources, la pratique réflexive de l’enquête et les rapports entre savoir et pouvoir ».

## Thèse de doctorat
Sa thèse de doctorat a été soutenue en 2007 et publiée en 2010. Elle a analysé les transformations des rapports sociaux et politiques dans la commune rurale de Koné, au nord-ouest de la Nouvelle-Calédonie, depuis l’accession en 1946 des Kanak à la citoyenneté. Il a en particulier montré comment le projet de Code de l'aire coutumière Drehu prévoit de reconnaître la paternité d'un père biologique dans le cas d'un enfant hors mariage.
Il a aussi rappelé que la Nouvelle-Calédonie a toujours été considérée par la France comme « une colonie de peuplement »,. Selon lui, une forme d'instrumentalisation du dossier calédonien dans les affaires politiques en métropole «a fait exploser la Nouvelle-Calédonie dans les années 80», ce qui s'est ensuite aggravé quand le peuple autochtone kanak a été « minorisé » sur « sa propre terre »,. Cette situation fait émerger "deux légitimités qui s'affrontent depuis 40-50 ans", la sienne, "au nom du droit des peuples à l'autodétermination reconnu par l'ONU" et celle "de l'État français" pour qui la Nouvelle-Calédonie est "une terre française et que donc tous les Français votent, même ceux qui viennent d'arriver".

## Alerte des années 2020
Dès les années 2020 et 2021, il a analysé le sentiment des moins de trente ans en Nouvelle-Calédonie et comment ils ont perçu le débat sur l’autodétermination et le référendum en cours puis fait partie des spécialistes qui n'ont cessé, entre 2021 et 2024 "d'alerter le gouvernement sur les dangers d'un passage en force sur la question du corps électoral" de la Nouvelle-Calédonie puis que cette question du corps électoral  «est un point névralgique» dans le débat local.
Le 23 novembre 2021, il fait partie d'un collectif de spécialistes de l’histoire et de la société calédoniennes qui demande de "reporter le référendum d’autodétermination", prévu le 12 décembre, pour "laisser le temps aux Kanak de porter le deuil traditionnel", l'île ayant été très "durement frappée par la pandémie" de Covid. Cela lui est reproché dès le mois suivant par des habitants de Nouméa, qui reprochent la même année au quotidien Le Monde de le citer parfois dans ses enquêtes. Dans une autre enquête publiée l'année suivante, en juillet 2022, par la correspondante à Nouméa du quotidien Le Monde, il avait en particulier alerté sur un "dialogue de sourds" qui selon lui rappelle malheureusement les années 1980, quand une évolution similaire avait "abouti à la tragédie d’Ouvéa", phénomène selon lui "très inquiétant pour le long terme".

## Publications universitaires
Benoît Trépied est membre du comité scientifique de la revue "Cahiers du Pacifique Sud contemporain", pour laquelle il a coordonnée le en 2017 le numéro hors-série "La coutume kanake dans l'État" . Il est l'auteur d'une quinzaine d'articles dans des revues universitaires.